# سفارة لوكسمبورغ في روسيا
سفارة لوكسمبورغ في روسيا هي أرفع تمثيل دبلوماسي لدولة لوكسمبورغ لدى روسيا. تقع السفارة في موسكو وهي تهدف لتعزيز المصالح اللوكسمبورغية في روسيا.

## وصلات خارجية
- قائمة سفارات لوكسمبورغ
- قائمة السفارات في روسيا